# Jajaran Baru I
Jajaran Baru I is een bestuurslaag in het regentschap Musi Rawas van de provincie Zuid-Sumatra, Indonesië. Jajaran Baru I telt 3691 inwoners (volkstelling 2010).